# Десятинный переулок (Санкт-Петербург)
Десяти́нный переулок — переулок в Приморском районе Санкт-Петербурга. Проходит от стыка Афанасьевской и Большой Десятинной улиц до Малой Десятинной улицы в историческом районе Озерки. Продолжает на северо-запад Афонскую улицу. Параллелен 1-й Утиной улице.

## История
Название переулка известно с XX века.

## Пересечения
С юго-востока на северо-запад Десятинный переулок пересекают следующие улицы:
- Афанасьевская и Большая Десятинная улицы — за их стыком Десятинный переулок переходит в Афонскую улицу;
- Малая Десятинная улица — Десятинный переулок примыкает к ней.

## Транспорт
Ближайшие к Десятинному переулку станции метро — «Озерки» (около 1,3 км по прямой от начала переулка) и «Удельная» (около 2,0 км по прямой от начала переулка) 2-й (Московско-Петроградской) линии.
По Десятинному переулку проходят автобусные маршруты № 45, 134А, 134Б и 237.
Ближайшая к Десятинному переулку железнодорожная платформа — Озерки (около 650 м по прямой от конца переулка).

## Объекты
В Десятинный переулок выходят фасадами три жилых здания, но все они имеют адреса по другим улицам:
- 1-я Утиная улица, дом 28, литера А;
- Афанасьевская улица, дом 1, литера А;
- 1-я Утиная улица, дом 32, литера Б.